# Frigyes Mezei
Frigyes Lajos Mezei, wcześniej Friedrich Wiesner (ur. 26 września 1887 w Morze, zm. 27 marca 1938 w Budapeszcie) – węgierski lekkoatleta specjalizujący się w biegach sprinterskich, dwukrotny uczestnik letnich igrzysk olimpijskich (Londyn 1908, Sztokholm 1912), brązowy medalista olimpijski z Londynu w sztafecie olimpijskiej (200 m - 200 m - 400 m - 800 m).
W 1908 r. reprezentował Królestwo Węgier na letnich igrzyskach olimpijskich w Londynie, zdobywając brązowy medal w sztafecie olimpijskiej (200 m - 200 m - 400 m - 800 m). Startował również w eliminacjach biegów na 100 i 200 metrów, nie zdobywając awansu do finałów. Na kolejnych igrzyskach (Sztokholm 1912) wystąpił w eliminacjach biegów na 200 i 400 metrów oraz w sztafecie 4 x 400 metrów, w żadnej z tych konkurencji nie zdobywając awansu do finału.
Czterokrotnie zdobył złote medale mistrzostw Królestwa Węgier, w biegu na 220 jardów (1910) oraz trzykrotnie w biegu na 400 metrów (1910, 1913, 1914).
Wielokrotny rekordzista Węgier.
Rekordy życiowe:
- bieg na 100 metrów – 11,3 (1908)
- bieg na 200 metrów – 22,5 (1912)
- bieg na 400 metrów – 49,7y (1913)